# Elle van den Bogaart
Elle van den Bogaart (Nuland, 6 april 1959) is een Nederlandse kinderboekenschrijfster.

## Loopbaan
Van den Bogaart is geboren in 1959 in Nuland. Na haar HBO-J-diploma ging ze aan het werk als psychologisch assistente in Eindhoven. In 2003 schreef ze haar eerste roman De gele scooter over een meisje dat seksueel misbruikt is. Hierna volgde haar tweede roman Krassen over een jongen wiens moeder een eind aan haar leven maakte. Haar derde boek heet Duizend kilometer over probleemjongeren op een zorgboerderij. Verder ging haar vierde boek Prooi over jongensprostitutie. Vermist is haar vijfde jongerenroman en gaat over de vermissing van een meisje. Haar zesde boek De val gaat over de onmogelijke liefde tussen een meisje en een jongen die betrokken is bij een bende. Verdoofd heeft het onvrijwillig gebruik van partydrugs als thema met misbruik als gevolg. In het achtste boek No Deal moet de hoofdpersoon een schuld vereffenen door drugs te smokkelen. Lijfstraf vertelt het verhaal van een jongen die twijfelt of hij op meisjes of jongens valt. En in het meest recente boek Twee seconden komt de hoofdpersoon in de knoei als hij toch zijn telefoon opneemt als hij in de auto van zijn moeder rijdt ...

## Prijzen
Van den Bogaart won in 2005 de debutantenprijs van de Jonge Jury voor haar eerste boek De gele scooter. Daarnaast stond zij ook op de lijst voor de kerntitels van de Jonge Jury voor haar boeken Prooi, No Deal, Verdoofd en Lijfstraf.